# Молодіжна збірна Фіджі з футболу
Молодіжна збірна Фіджі з футболу — національна молодіжна футбольна команда держави Фіджі, якою керує Футбольна асоціація Фіджі. Найкращими результатом є перемога на молодіжному чемпіонаті ОФК 2014 року.

## Результати

### Виступи на молодіжному ЧС
| Молодіжний чемпіонат світу | Молодіжний чемпіонат світу | Молодіжний чемпіонат світу | Молодіжний чемпіонат світу | Молодіжний чемпіонат світу | Молодіжний чемпіонат світу | Молодіжний чемпіонат світу | Молодіжний чемпіонат світу | Молодіжний чемпіонат світу |
| Рік                        | Раунд                      | І                          | В                          | Н                          | П                          | ГЗ                         | ГР                         |                            |
| -------------------------- | -------------------------- | -------------------------- | -------------------------- | -------------------------- | -------------------------- | -------------------------- | -------------------------- | -------------------------- |
| 1977–2013                  | Не кваліфікувались         | Не кваліфікувались         | Не кваліфікувались         | Не кваліфікувались         | Не кваліфікувались         | Не кваліфікувались         | Не кваліфікувались         | Не кваліфікувались         |
| 2015                       | Груповий етап              | 3                          | 1                          | 0                          | 2                          | 4                          | 11                         |                            |
| 2017–2019                  | Не кваліфікувались         | Не кваліфікувались         | Не кваліфікувались         | Не кваліфікувались         | Не кваліфікувались         | Не кваліфікувались         | Не кваліфікувались         | Не кваліфікувались         |
| 2021                       | Скасовано                  | Скасовано                  | Скасовано                  | Скасовано                  | Скасовано                  | Скасовано                  | Скасовано                  | Скасовано                  |
| 2023                       | Груповий етап              | 3                          | 0                          | 0                          | 3                          | 0                          | 16                         |                            |
| 2025                       | Не кваліфікувались         | Не кваліфікувались         | Не кваліфікувались         | Не кваліфікувались         | Не кваліфікувались         | Не кваліфікувались         | Не кваліфікувались         | Не кваліфікувались         |
| Разом                      | 2/24                       | 6                          | 1                          | 0                          | 5                          | 4                          | 27                         |                            |

### ОФК
| Молодіжний чемпіонат ОФК | Молодіжний чемпіонат ОФК | Молодіжний чемпіонат ОФК | Молодіжний чемпіонат ОФК | Молодіжний чемпіонат ОФК | Молодіжний чемпіонат ОФК | Молодіжний чемпіонат ОФК | Молодіжний чемпіонат ОФК | Молодіжний чемпіонат ОФК | Молодіжний чемпіонат ОФК |
| Рік                      | Раунд                    | І                        | В                        | Н                        | П                        | МЗ                       | МП                       |                          |                          |
| ------------------------ | ------------------------ | ------------------------ | ------------------------ | ------------------------ | ------------------------ | ------------------------ | ------------------------ | ------------------------ | ------------------------ |
| 1974                     | Відмова                  | Відмова                  | Відмова                  | Відмова                  | Відмова                  | Відмова                  | Відмова                  | Відмова                  |                          |
| 1978                     | Груповий етап            | 3                        | 1                        | 1                        | 1                        | 6                        | 6                        |                          |                          |
| 1980                     | 3-є місце                | 3                        | 2                        | 0                        | 1                        | 10                       | 7                        |                          |                          |
| 1982                     | Груповий етап            | 3                        | 0                        | 1                        | 2                        | 1                        | 14                       |                          |                          |
| 1985                     | Груповий етап            | 5                        | 1                        | 1                        | 3                        | 9                        | 12                       |                          |                          |
| 1987                     | Груповий етап            | 4                        | 0                        | 2                        | 2                        | 3                        | 14                       |                          |                          |
| 1988                     | 4-е місце                | 4                        | 1                        | 1                        | 2                        | 11                       | 6                        |                          |                          |
| 1990                     | Груповий етап            | 4                        | 0                        | 1                        | 3                        | 2                        | 7                        |                          |                          |
| 1992                     | Груповий етап            | 4                        | 2                        | 0                        | 2                        | 11                       | 7                        |                          |                          |
| 1994                     | Груповий етап            | 3                        | 0                        | 0                        | 3                        | 1                        | 11                       |                          |                          |
| 1997                     | Груповий етап            | 3                        | 1                        | 0                        | 2                        | 5                        | 15                       |                          |                          |
| 1998                     | 2-е місце                | 5                        | 3                        | 0                        | 2                        | 13                       | 6                        |                          |                          |
| та 2001                  | Груповий етап            | 4                        | 2                        | 0                        | 2                        | 4                        | 4                        |                          |                          |
| та 2002                  | 2-е місце                | 6                        | 4                        | 0                        | 2                        | 14                       | 16                       |                          |                          |
| 2005                     | 4-е місце                | 5                        | 2                        | 0                        | 3                        | 13                       | 9                        |                          |                          |
| 2007                     | Груповий етап            | 6                        | 4                        | 0                        | 2                        | 16                       | 6                        |                          |                          |
| 2008                     | Груповий етап            | 3                        | 0                        | 0                        | 3                        | 0                        | 8                        |                          |                          |
| 2011                     | 4-е місце                | 5                        | 1                        | 1                        | 3                        | 5                        | 11                       |                          |                          |
| 2013                     | 2-е місце                | 4                        | 3                        | 0                        | 1                        | 8                        | 8                        |                          |                          |
| 2014                     | 1-е місце                | 5                        | 4                        | 1                        | 0                        | 13                       | 3                        |                          |                          |
| та 2016                  | Груповий етап            | 3                        | 0                        | 2                        | 1                        | 2                        | 3                        |                          |                          |
| та 2018                  | Груповий етап            | 3                        | 1                        | 1                        | 1                        | 3                        | 2                        |                          |                          |
| 2022                     | 2-е місце                | 6                        | 4                        | 1                        | 1                        | 11                       | 4                        |                          |                          |
| Разом                    | 22/23                    | 85                       | 33                       | 12                       | 41                       | 150                      | 180                      |                          |                          |

- — країна-господар фінального турніру

## Досягнення
- Молодіжний чемпіонат ОФК
  -  Чемпіон (1): 2014
  -  Віце-чемпіон (6): 1978, 1998, 2003, 2007, 2013, 2022
  -  3-є місце (4): 1980, 1982, 1992, 1997